# セントラルパークアネックス
セントラルパークアネックスは、愛知県名古屋市中区錦三丁目に所在する商業ビル。1986年（昭和61年）開業。2021年（令和3年）10月17日をもって営業を終了しているが、建物の跡地利用として、2024年10月1日に「（仮称）錦三丁目5番街区計画」として三菱地所により着工。2026年11月完成予定。

## 概要
1986年（昭和61年）、セントラルパークに隣接する姉妹店として、オープンした。鉄骨鉄筋コンクリート造、地上12階、地下2階、塔屋2階建であり、久屋大通に面している。セントラルパーク地下街の北端と、地下2階で直結している。当ビルの運営会社は、株式会社セントラルパークアネックス（セントラルパーク地下街の運営会社である株式会社セントラルパークの関連会社）である。
ターゲット客層をティーンズからアダルトとし、「ワン・オブ・ゼムではなくオンリー・ワンを」をコンセプトとしていた。
婦人服飾店、紳士服色、靴、カバン、アクセサリー、雑貨、宝飾品、カルチャー、飲食、喫茶など80店舗（開業当時）で、全体の1/3にあたる、19店を名古屋初進出のテナントとして、5階から8階までは中部地区出店となる東急ハンズがオープンした。開業初日には55,600人の入館者を記録して、開店時間前に並んだ人が入る切るまで30分もかかるなど、活況を呈した。
当ビルは、栄地区の北の拠点として、地域商業発展に寄与しようと計画された。物の形態、色彩も含めた名古屋市の公共空間の整備地区に位置しているため、市の整備計画への協力が行われるなど、建築計画も注目された。
開業後の1989年（平成元年）には当ビルと直結するセントラルパーク地下街に、名古屋市営地下鉄名城線・桜通線「久屋大通駅」が開設され、アクセスが向上した。
しかしながら、ビルの老朽化と売上高の低迷が重なり、2021年（令和3年）10月17日に閉館した。
閉館後の跡地再開発計画等は「（仮称）錦三丁目5番街区計画」として2024年10月1日に着工した。
当ビルは他ビルを抱え込むコの字型形状の立地であることや、立体駐車場側の一部が名古屋市営地下鉄名城線・桜通線「久屋大通駅」の排気塔を兼ねているなど特殊な構造となっている。
尚、東急ハンズは2022年（令和4年）11月2日、松坂屋名古屋店（南館地下1階）に「ハンズ　名古屋松坂屋店」として移転オープンした。

## 沿革
- 1986年（昭和61年）11月1日 - 開館[9]。
- 1987年（昭和62年） - 名古屋都市景観賞受賞[10]。
- 2021年（令和3年）10月17日 - 閉館[6]。
- 2023年（令和5年）5月15日 - 解体着手[11]。

## フロアガイド
| 12階     | 改装中 |
| 11階     | 久屋大通スワン歯科・矯正歯科 城本クリニック（美容外科）                                                               |
| 9 - 10階 | GOLD'S GYM（フィットネス）                                                                                            |
| 5 - 8階  | 東急ハンズ |
| 4階      | PARTS CLUB（アクセサリー） カラマツステーション（期間限定ショップ）                                                   |
| 3階      | WINNER VISION（美容室）                                                                                               |
| 2階      | TRANSLATION（スポーツウェア） FITNESS Shop（スポーツウェア） arena shop（スポーツウェア） Funning（カフェ・ショップ） |
| 1階      | レストラン&カフェ 茶香 丸源                                                                                           |
| 地下1階  | 無印良品 |
| 地下2階  | ■ 地下鉄久屋大通駅・Central Park地下街 連絡口 無印良品 ぷーＣＡＦＥ アネックスプラザ                                  |

## アクセス
地下2階でセントラルパーク地下街に直結している。
同地下街を経由し、名古屋市営地下鉄名城線・桜通線「久屋大通駅」南改札口から徒歩で約1分。